# Nicolas Lefrançois
Nicolas Lefrançois (né le 27 avril 1987 à Caen) est un coureur cycliste français.

## Biographie
Nicolas Lefrançois naît le 27 avril 1987 à Caen en France.
Un temps annoncé stagiaire dans l'équipe continentale professionnelle américaine Novo Nordisk pour la fin de saison 2013, il signe en tant que membre à part entière à partir de la saison 2014.
Il ne compte aucune victoire, son meilleur résultat est une deuxième place sur le prologue du Tour du Rwanda 2013.

## Palmarès et résultats

### Palmarès par année
- 2013
  - 3e du Circuit des Matignon

### Classements mondiaux
| Année           | 2014 |
| --------------- | ---- |
| UCI Africa Tour | 180e |